# João Geraldo Kuhlmann
João Geraldo Kuhlmann (Blumenau, 2 de dezembro de 1882 – Rio de Janeiro, 13 de março de 1958) foi um botânico brasileiro.

## Biografia
Filho de imigrantes alemães, Kuhlmann era um especialista em Taxonomia de Angiospermas. Ele foi um grande coletor de material herborizado (o seu acervo foi reunido num museu, o Museu Botânico Kuhlmann, criado em 1960), contribuindo notavelmente para o conhecimento da flora brasileira e influenciando um grande número de pesquisadores, como William Rodrigues e outros. 
Publicou cerca de oitenta trabalhos, descrevendo vários novos gêneros, espécies e até mesmo famílias, como Peridiscaceae.
Em 1944 tornou-se diretor do Jardim Botânico do Rio de Janeiro exercendo este cargo até 1951.
Os gêneros Kuhlmannia J.C.Gomes (sinônimo de Pleonotoma) e Kuhlmaniella Barroso (sinônimo de Dicranostyles) foram batizados em sua honra.
Algumas obras
- Kuhlmann, J. G. & A. J. Sampaio (1928): Clinostemon, novo Gênero de Lauráceas da Amazônia. Boletim do Museu Nacional do Rio de Janeiro 4 (2):57-59.
- Kuhlmann, J. G. Arquivos do Serviço Florestal. 3: 4. 1950 (trabalho onde descreve Peridiscaceae).